# Delosperma sutherlandii
Delosperma sutherlandii är en isörtsväxtart som först beskrevs av Joseph Dalton Hooker, och fick sitt nu gällande namn av Nicholas Edward Brown. Delosperma sutherlandii ingår i släktet Delosperma, och familjen isörtsväxter. Inga underarter finns listade i Catalogue of Life.

## Bildgalleri

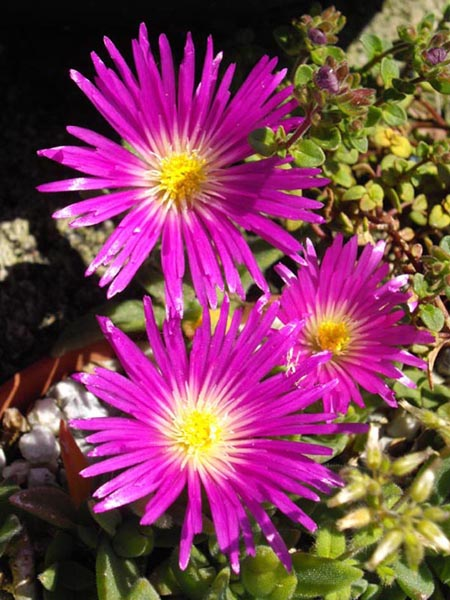
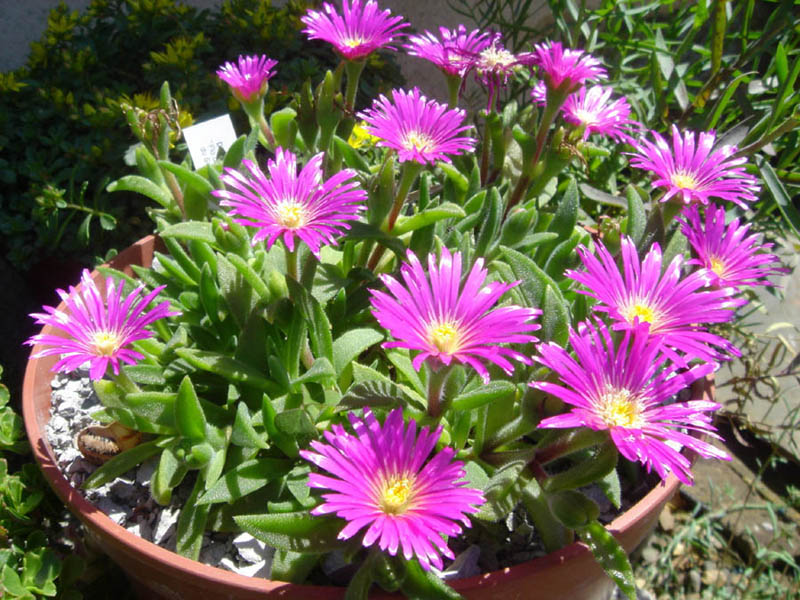
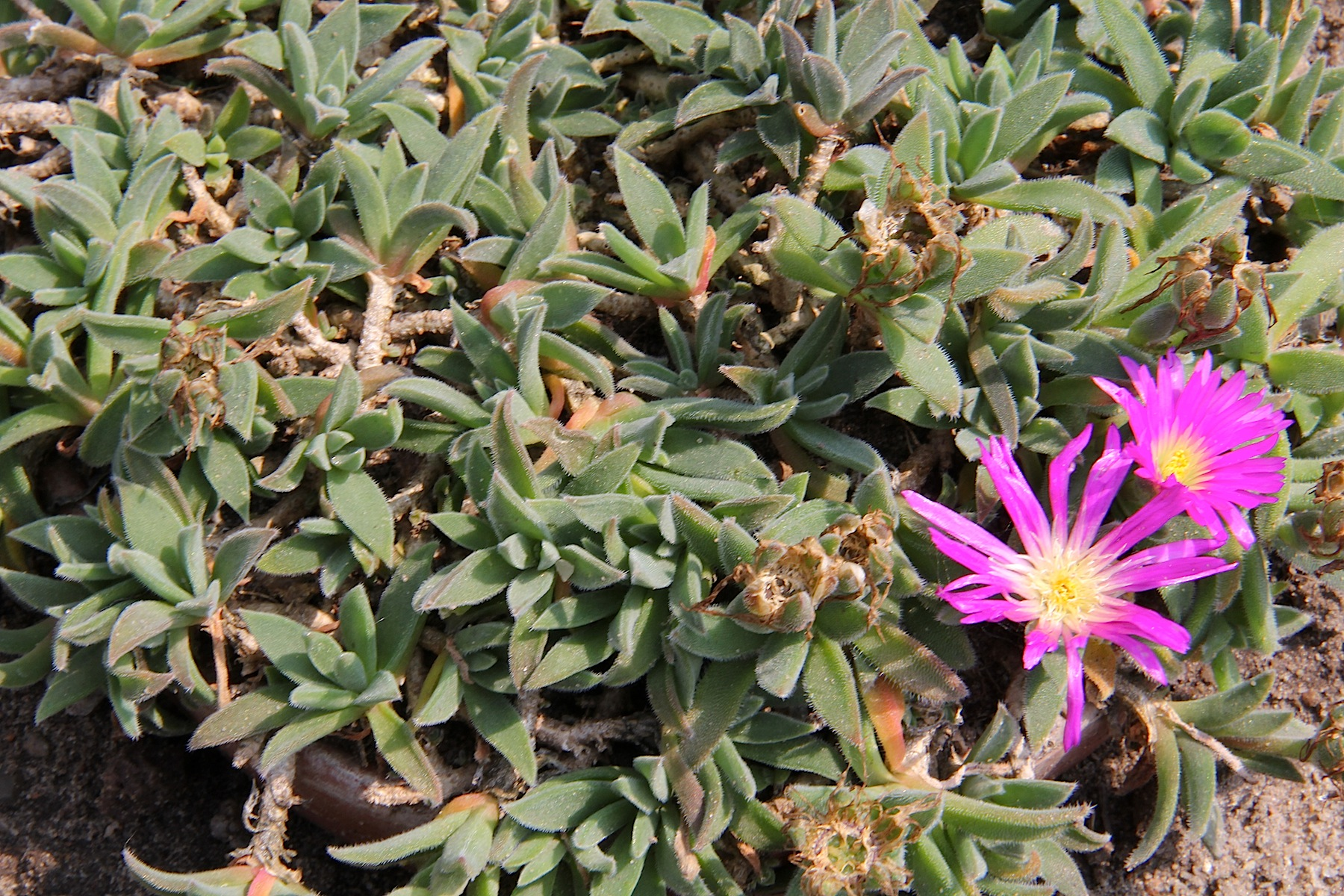
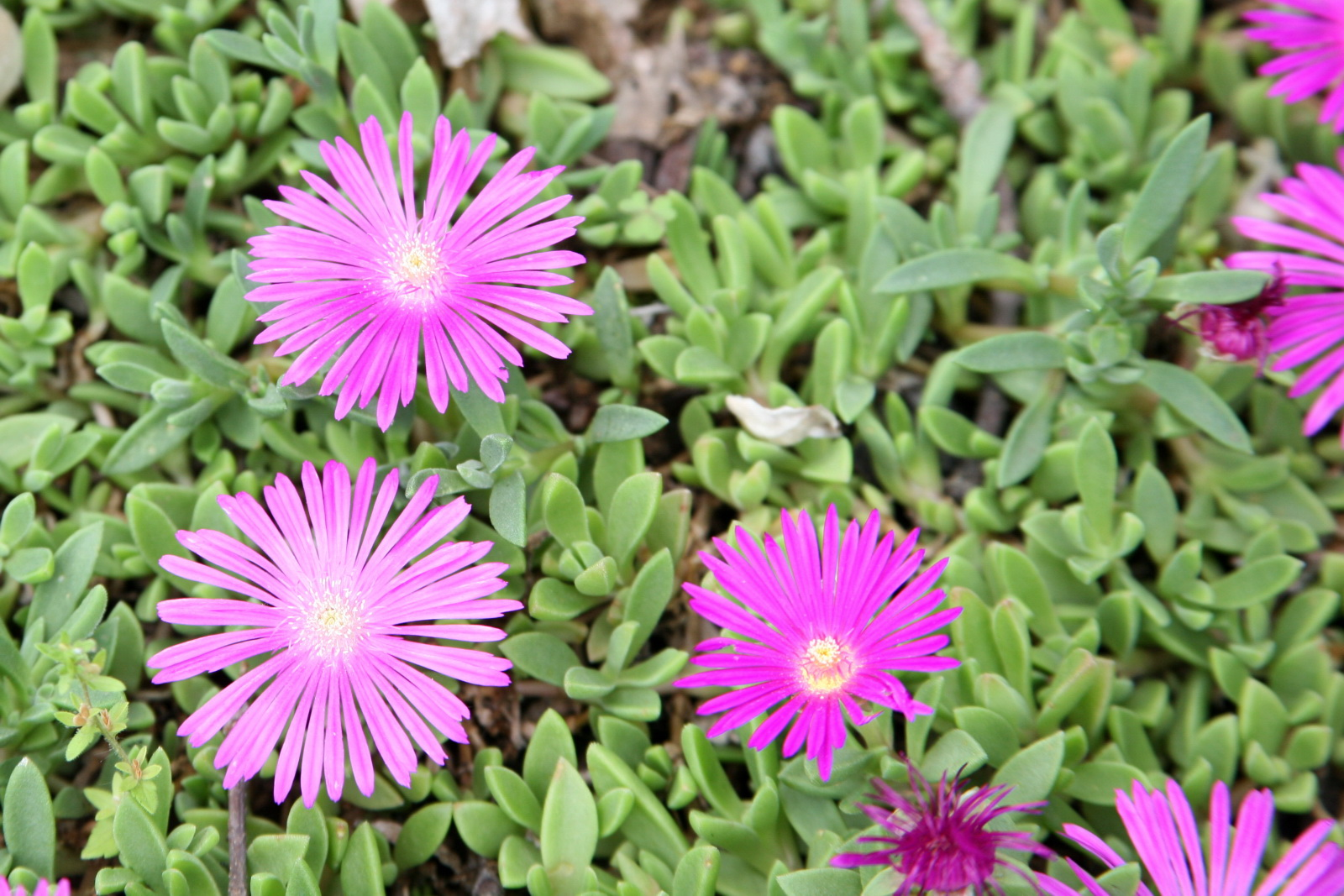
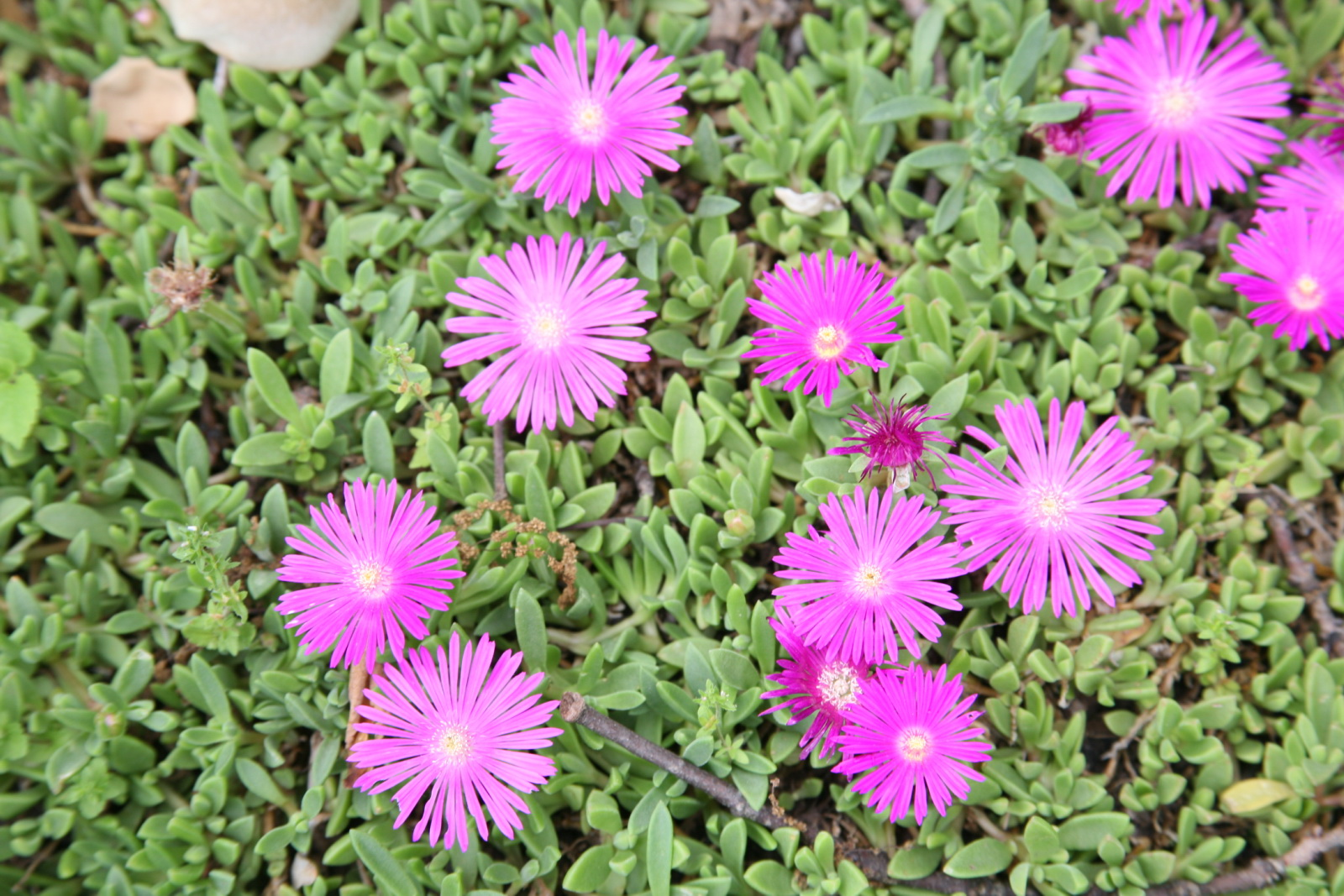